# ホワイトストーンギャラリー
ホワイトストーンギャラリー（英: Whitestone Gallery）は日本の現代美術ギャラリー。創業1967年。

## 概要
東京店のほか、軽井沢店、香港Hollywood Road店、香港Wong Chuk Hang店の４店舗を展開。
具体美術協会所属の作家を中心に日本の現代美術家を多数取り扱う。
代表は白石幸栄。

## 取扱い作家

### 具体美術協会所属作家
- 吉原治良
- 嶋本昭三
- 上前智祐
- 白髪一雄
- 田中敦子
- 元永定正
- 鷲見康夫
- 向井修二
- 前川強
- 名坂有子
- 名坂千吉郎
- 木梨アイネ
- 松田豊

### 日本の現代美術家
- 草間彌生
- 奈良美智
- 李禹煥
- 井上有一
- 千住博
- ミズテツオ
- 川嶋優
- 金丸悠児
- 鴻崎正武
- 綿引展子
- 土田康彦
- 渡辺おさむ
- 蛇目
- 小松美羽